# Социальное учение римских пап
Социальное учение римских пап включает в себя учения римских понтификов, касающееся социальных вопросов и берущее своё начало в энциклике Rerum Novarum папы Льва XIII (1891).

## Учения
Промышленная революция вызвала озабоченность ухудшающимися условиями жизни и труда городских рабочих. Под влиянием идей немецкого епископа Вильгельма Кеттелера, в 1891 году Папа Лев XIII издает энциклику Rerum Novarum, которая задала контекст всему социальному учению Католической церкви, отвергавшему социализм, но выступавшему за регулирование условий труда. В Rerum Novarum Папа выступал за установление прожиточного минимума и право рабочих на создание профессиональных союзов.
Энциклика Quadragesimo Anno была опубликована Папой Пием XI 15 мая 1931 года, через 40 лет после Rerum Novarum. В отличие от Льва XIII, который касался в основном условий жизни и труда рабочих, Пий XI сконцентрировался на этических импликациях социального и экономического порядка. Он призвал к переустройству социального порядка на основании принципов солидарности и субсидиарности. Он указал на основные угрозы человеческой свободе и достоинству, исходящие от необузданного капитализма и тоталитаристского коммунизма.
В своем социальном учении Папа Пий XII повторил учения своих предшественников, а также через их призму детально рассмотрел не только ситуацию, в которой пребывали рабочие и владельцы капитала, но и представители других профессий (политики, учителя, домохозяйки, фермеры, бухгалтеры, представители международных организаций, военные). Он также определил социальное учение Католической церкви в области медицины, психологии, спорта, телевидения, науки, права и образования. Фактически, Пий XII коснулся в той или иной степени всех социальных вопросов, определив отношение к ним христианской веры. Его называли «Папой технологий» за его умение анализировать социальные импликации технологического развития. Основной заботой Папы были права и достоинство индивидуума. С началом «космической эпохи», выпавшей на конец его понтификата, Пий XII рассматривал социальные последствия исследований космоса. Он также призывал к новому чувству солидарности в свете существовавшего папского учения о субсидиарности.